# Naked Yoga
Naked Yoga ist ein britischer Dokumentarfilm von Paul Corsden aus dem Jahr 1974.

## Inhalt
Vier junge Frauen zeigen unbekleidet Yoga-Positionen (Asanas). Drei der Frauen vollführen ihre Übungen im Freien auf der Insel Zypern, die vierte in einem britischen Studio. Begleitet wird die Szenerie von Bildern östlicher Kunst und Entspannungsmusik. Der Blues-Sänger Alexis Korner beschreibt die Verbindung des Yoga zur buddhistischen Philosophie.

## Auszeichnung
1975 wurde der Film in der Kategorie Bester Dokumentar-Kurzfilm für den Oscar nominiert.